# Притисянське
Притися́нське — село в Виноградівській громаді Берегівського району Закарпатської області України.

## Історія
Колишня назва — 
Чонкаш.
Попередня назва походить від річки Чонкаш, яка впадала в Тису. Про річку Чонкаш в історичних документах згадують в межах Фанчикова в 1785 році, Нового Села (Тісоуйгей) — в 1702 році і Вилока (Тисоуйлок) –в 1680 році.
Під час перепису населення в 1921 році Чонкаш був хутором Вилока з чотирма будинками. В кінці 20-х на початку 30-х років минулого століття в рамках аграрної реформи, що проводилася чехословацьким урядом, сюди переселили з Міжгірського, Хустського, Тячівського районів безземельних селян, утворивши окреме поселення.
У радянські часи ця ситуація ускладнилася, внесено зміни, які ще більше заплутали стан справ. Невеличкий хутір підпорядкували трьом сільрадам: частину Чонкаша приєднали до Нового Села (рішення облвиконкому № 155 від 15 квітня 1967 року), другу частину — перейменували в Притисянське, підпорядкувавши його Фанчиківській сільській раді (рішення облвиконкому № 431 від 30 липня 1962 року), третю — саму меншу складову Чонкаша, всього 22 чоловіки, також перейменували в Вербове, надавши йому статус села рішенням облвиконкому № 431 від 30 липня 1962 року. 
Своєї церкви село не має. В радянський період була спроба євангельських християн-баптистів побудувати тут молитовний дім з дерева на земельній ділянці Танчинця. Але в той час це суворо присікалося — довелося дерев'яну споруду розібрати. Діяла в селі і початкова школа. Спочатку діти перших-четвертих класів вчилися в одній великій кімнаті в приватному будинку Ковача. А в 1951 році була побудована школа із чотирма класними приміщеннями. В цій же школі вечорами двічі-тричі на тиждень демонстрували художні фільми. Кіномеханіком працював Дезидерій Сенек.

## Туристичні місця
- На південь від села розташований ботанічний заказник місцевого значення «Егреш».
- долина Тиси
- озера

## Населення
Згідно з переписом УРСР 1989 року чисельність наявного населення села становила 98 осіб, з яких 45 чоловіків та 53 жінки.
За переписом населення України 2001 року в селі мешкали 124 особи.

### Мова
Розподіл населення за рідною мовою за даними перепису 2001 року:
| Мова       | Відсоток |
| ---------- | -------- |
| українська | 95,97 %  |
| угорська   | 3,23 %   |
| російська  | 0,81 %   |